# Oeneis brunhilda
Oeneis brunhilda är en fjärilsart som beskrevs av Bang-haas 1911. Oeneis brunhilda ingår i släktet Oeneis och familjen praktfjärilar. Inga underarter finns listade i Catalogue of Life.